# Вальроме-сюр-Серан
Вальроме-сюр-Серан (фр. Valromey-sur-Séran) — муніципалітет у Франції, у регіоні Овернь-Рона-Альпи, департамент Ен. Вальроме-сюр-Серан утворено 1 січня 2019 року шляхом злиття муніципалітетів Бельмон-Лютезьє, Лоньє, Сютріє i В'є. Адміністративним центром муніципалітету є Бельмон-Лютезьє. Населення — 1342 особи (01.01.2021).